# Linksufrige Neckarbahn
| Spurweite: | 1435 mm (Normalspur) |                                     |                                     |
| |                      |                                     |                                     |
| \| \| \| Ostbahn von Stuttgart-Cannstatt \| \| \| \| \| von Kornwestheim \| \| \| \| 00 \| Stuttgart-Untertürkheim Gbf \| Stuttgart-Untertürkheim Gbf \| \| \| \| Ostbahn nach Esslingen (Neckar) \| \| \| \| \| Neckar \| \| \| \| \| Abzweig nach Stuttgart-Gaisburg Gbf \| \| \| \| 7,7 \| Stuttgart-Wangen \| 229 m \| \| \| 10,7 \| Hedelfingen \| 231 m \| \| \| 12,5 \| Weil \| 233 m \| \| \| \| Neckar \| \| \| \| \| Ostbahn von Stuttgart-Untertürkheim \| \| \| \| 13,7 \| Esslingen (Neckar) \| 235 m \| \| \| \| Ostbahn nach Plochingen \| \| |                      |                                     |                                     |
| Strecke |                      | Ostbahn von Stuttgart-Cannstatt     | Ostbahn von Stuttgart-Cannstatt     |
| Abzweig geradeaus und von links |                      | von Kornwestheim                    | von Kornwestheim                    |
| Dienststation / Betriebs- oder Güterbahnhof | 00                   | Stuttgart-Untertürkheim Gbf         | Stuttgart-Untertürkheim Gbf         |
| Abzweig ehemals geradeaus und nach links |                      | Ostbahn nach Esslingen (Neckar)     | Ostbahn nach Esslingen (Neckar)     |
| Brücke über Wasserlauf (Strecke außer Betrieb) |                      | Neckar                              | Neckar                              |
| Abzweig geradeaus und von rechts (Strecke außer Betrieb) |                      | Abzweig nach Stuttgart-Gaisburg Gbf | Abzweig nach Stuttgart-Gaisburg Gbf |
| Bahnhof (Strecke außer Betrieb) | 7,7                  | Stuttgart-Wangen                    | 229 m                               |
| Haltepunkt / Haltestelle (Strecke außer Betrieb) | 10,7                 | Hedelfingen                         | 231 m                               |
| Haltepunkt / Haltestelle (Strecke außer Betrieb) | 12,5                 | Weil                                | 233 m                               |
| Brücke über Wasserlauf (Strecke außer Betrieb) |                      | Neckar                              | Neckar                              |
| Abzweig ehemals geradeaus und von links |                      | Ostbahn von Stuttgart-Untertürkheim | Ostbahn von Stuttgart-Untertürkheim |
| Bahnhof | 13,7                 | Esslingen (Neckar)                  | 235 m                               |
| Strecke |                      | Ostbahn nach Plochingen             | Ostbahn nach Plochingen             |

Die Linksufrige Neckarbahn war ein Eisenbahnprojekt im Königreich Württemberg zu Beginn des 20. Jahrhunderts. Sie sollte die stark frequentierte Ostbahn im Streckenabschnitt Stuttgart–Plochingen vom Güter- und Fernverkehr entlasten, somit einen viergleisigen Ausbau ersparen und weitere Dörfer an das Eisenbahnnetz anschließen.

## Geschichte
Im Jahr 1900 plante die Direktion der Königlich Württembergischen Staatsbahn eine Bahnlinie auf der linken Seite des Neckarufers. Sie sollte die Ostbahn zwischen Stuttgart und Plochingen entlasten. Einen viergleisigen Ausbau der Ostbahn lehnte die Staatsbahn ab, da sie von hohen Grunderwerbkosten und möglichen technischen Schwierigkeiten ausging. Auch die Errichtung neuer Bahnhöfe und Haltepunkte war relevant, denn nicht nur dem Güterverkehr, sondern auch den Reisenden sollte die Entlastungsstrecke dienen.
Zwei Varianten lagen für den Abschnitt zwischen Stuttgart und Gaisburg vor:
Bei der ersten Variante wäre die Bahnlinie vor dem Rosensteintunnel von der Ostbahn abgezweigt. Sie hätte dicht an der Berger Kirche vorbeigeführt und wäre dem Verlauf des Mühlkanals bis zur nordöstlichen Grenze des Parks der Villa Berg gefolgt. Nach der Überquerung der Landstraße nach Wangen hätte sie den Bahnhof Gaisburg erreicht.
Bei der zweiten Variante hätte sich die Trasse bereits auf Höhe der Brauerei zum Englischen Garten von der Ostbahn getrennt. Über einen 390,5 Meter langen und bis zu 10,5 Meter hohen Viadukt mit 27 Bogen sollten die Züge den Schlossgarten, die Cannstatter Straße und die Neckarstraße überqueren. Auf den Stöckachäckern, am Streckenkilometer 2,4, sah man den Haltepunkt Stöckach vor, dahinter den 770 Meter langen Raitelsbergtunnel, der die Bahn hinunter zum Gaisburger Bahnhof geführt hätte.
Die nächste Station war der Bahnhof Wangen, an dem ein Gleisdreieck zum Bahnhof Untertürkheim geplant war. Auch Hedelfingen und die Domäne Weil hätten einen Anschluss erhalten. In der Esslinger Pliensauvorstadt war der Bahnhof Eßlingen Süd vorgesehen. Am Berghang entlang hätte die Trasse auf Höhe von Sirnau die Station Berkheim erreicht, sowie, nach der Überquerung der Körsch, die Station Deizisau. Etwa zwei Kilometer danach wäre der Neckar überbrückt worden, und die Bahnstrecke wäre am Bahnhof Plochingen wieder in die Ostbahn gemündet.
Die veranschlagten Kosten des Projekts lagen bei 14,8 Millionen Mark, während bei der Verlegung zweier weiterer Streckengleise zwischen Untertürkheim und Plochingen mit Ausgaben in Höhe von rund 15,5 Millionen Mark zu rechnen gewesen sei. Aber die volkswirtschaftliche Kommission der Kammer der Abgeordneten äußerte sich gegen den Neubau und bezweifelte seine Notwendigkeit. Besonders der Verlauf in Stuttgart war städtebaulich umstritten. Die Kommission schlug hingegen vor, die Bahnstrecke Untertürkheim–Kornwestheim zweigleisig auszubauen, um dadurch vermehrt Personenzüge verkehren zu lassen und so zumindest den Streckenabschnitt zwischen Stuttgart und Cannstatt zu entlasten. Das Außenministerium, das damals den Bahnbau beaufsichtigte, sah darin keine Alternative. Denn so müssten die Schnellzüge auch in Untertürkheim und Kornwestheim halten, um den Reisenden den Umstieg nach Stuttgart zu ermöglichen. Die Bahnstrecke Untertürkheim–Kornwestheim erhielt 1901 bis 1904 ein zweites Streckengleis, aber die Personenzüge fuhren weiterhin über Stuttgart Hauptbahnhof.
1905 kam erneut ein Plan auf. Baugleich mit dem von 1900, nur mit dem Unterschied, dass die Bahnlinie nicht im Stuttgarter Hauptbahnhof, sondern am Bahnhof Stöckach enden sollte. Dabei bestand noch die Option einer eventuellen Weiterführung bis zum Hauptbahnhof. Weiterhin argumentierten die Befürworter mit den 700.000 Mark Mehrkosten bei einem viergleisen Ausbau der Ostbahn und dass nur so die inzwischen nach Stuttgart eingemeindeten Ortschaften Gaisburg und Wangen, sowie die Dörfer Hedelfingen, Berkheim und Deizisau einen Anschluss erhalten könnten. Die Staatsbahn ging hingegen ohnehin in ferner Zukunft von einem viergleisigen Ausbau des Streckenabschnitts Untertürkheim–Plochingen aus. Doch die linksufrige Neckarbahn erspare, laut Meinung der Regierung, diese Erweiterung wenigstens auf eine längere Zeit.
Im Juni 1907 debattierte der Landtag wieder über den Bedarf einer linksufrigen Neckarbahn, die am Güterbahnhof Untertürkheim von der Ostbahn abzweigen sollte. Die alten Verlauf- und Kostenpläne waren aufgrund von gestiegenen Preisen von Grundstücken und Material und neuen Industriestandorten teilweise nicht mehr verwendbar. Im August 1907 stand der Bau einer Verbindungsbahn vom Güterbahnhof Untertürkheim nach Wangen und zum neu anzulegenden Güterbahnhof Gaisburg, zur Entlastung des Hauptgüterbahnhofs, fest.
Für die mögliche Fortsetzung der Linie legten die Gutachter drei Entwürfe vor, von denen einer die Trasse nur bis zum bestehenden Bahnhof Esslingen vorsah. Dieser Vorschlag überzeugte die Direktion der Staatsbahn. 1909 erklärte sie, dass der Bau dieser Variante deutlich weniger koste als die Herstellung der Viergleisigkeit. Dennoch entschied sich die Regierung am 25. August 1909 für den Ausbau der Ostbahn bis Plochingen und stellte die Errichtung der eingleisigen Nebenbahn von Wangen nach Esslingen zurück.

## Weitere Entwicklungen
Die Stuttgarter Vorortstraßenbahn schloss am 10. November 1910 Wangen und am 22. Dezember 1910 Hedelfingen an ihr Liniennetz an und ermöglichte so den Einwohnern einen Verkehrsanschluss. Die Linie sollte von Hedelfingen aus über Brühl nach Esslingen erweitert werden. Dazu kam es aber nie.
Am 23. November 1923 wurde die im August 1907 beschlossene Güterbahn von Stuttgart-Untertürkheim Gbf zu einem in Wangen liegenden Kehrbahnhof und zum Güterbahnhof Stuttgart-Gaisburg eröffnet. Die Güterbahn erhielt noch die Güterbahnhöfe Stuttgart Viehhof und Stuttgart Großmarkt (1957), sowie zahlreiche Gleisanschlüsse für Industriebetriebe und das Gaswerk.
Seit Mitte der 1980er Jahre besteht die Verbindung zum Güterbahnhof Untertürkheim nicht mehr. Lediglich die Neckarbrücke aus den 1950er Jahren blieb bestehen. Der einstige Kehrbahnhof Stuttgart Ost gehört heute als Güterbahnhof zur 1968 in Betrieb genommenen Bahnstrecke Stuttgart Hafen–Stuttgart Ost und ist nur noch über den Güterbahnhof Stuttgart Hafen aus erreichbar.
1931 stellte die Reichsbahn den viergleisigen Streckenausbau im Abschnitt Stuttgart-Cannstatt–Eßlingen fertig. Der viergleisige Ausbau zwischen Esslingen und Plochingen fand erst 1974 seine vollständige Vollendung.